# Daniel Van Buyten
Daniel Van Buyten [danyjel van bujten] (* 7. února 1978 Chimay, Belgie) je bývalý belgický fotbalový obránce a dlouhodobý reprezentant, který hrál naposledy v německém klubu FC Bayern Mnichov. Účastník Mistrovství světa 2002 v Japonsku a Jižní Koreji a Mistrovství světa 2014 v Brazílii.

## Klubová kariéra
Profesionální fotbalovou dráhu načal v belgickém klubu R. Charleroi SC, kde odehrál celkem 19 ligových utkání a vstřelil jednu branku. Poté přestoupil do slavnějšího belgického mužstva Standard Lutych. Pak se vydal do zahraničí do francouzského Olympique de Marseille. Následovala krátkodobá anabáze v anglickém Manchesteru City (zde pouze hostoval) a přesun do severoněmeckého klubu Hamburger SV.

### Bayern Mnichov
V červnu 2006 Daniela získal z Hamburku německý velkoklub FC Bayern Mnichov. Ve své první, velmi úspěšné sezóně 2006/07 utvořil stoperskou dvojici s brazilským reprezentantem Lúciem. 9. prosince 2006 vsítil svůj první gól v Bundeslize proti Energii Chotěbuz, kde dal vítězný gól na konečných 2:1. 3. května 2007 vstřelil oba góly Bayernu při remíze 2:2 s domácím AC Milán ve čtvrtfinále Ligy mistrů 2006/07. Ve druhém zápase ale mnichovský tým inkasoval doma dva góly a po výsledku 0:2 se se soutěží rozloučil.
V ročníku 2011/12 se probojoval s Bayernem do finále DFB-Pokalu proti Borussii Dortmund, v něm ale Bayern podlehl soupeři 2:5.
S klubem slavil v sezóně 2012/13 zisk ligového titulu již 6 kol před koncem soutěže, ve 28. kole německé Bundesligy a především vítězství v Lize mistrů 2012/13, i když ve finále proti Borussii Dortmund (výhra 2:1) nehrál. Ve finále DFB-Pokalu 1. června 2013 porazil Bayern s Van Buytenem v sestavě VfB Stuttgart 3:2 a získal tak treble (tzn. vyhrál dvě hlavní domácí soutěže plus titul v Lize mistrů resp. PMEZ) jako sedmý evropský klub v historii.
27. července 2013 na začátku nové sezóny 2013/14 si vstřelil vlastní gól v utkání DFL-Supercupu, Bayern podlehl Borussii Dortmund na stadionu Signal Iduna Park 2:4.
14. srpna 2014 po skončení smlouvy s Bayernem ukončil aktivní hráčskou kariéru.

## Reprezentační kariéra

### Mládežnické reprezentace
Van Buyten působil v mládežnických reprezentacích Belgie U18 (1 odehraný zápas, 0 vstřelených gólů) a U21 (7 nominací, 6 odehraných zápasů, 1 vstřelený gól). Ve výběru U21 má bilanci 5 výher a 1 remíza.

### A-mužstvo
V A-mužstvu Belgie debutoval 28. února 2001 v kvalifikačním utkání proti hostujícímu San Marinu. Střetnutí odehrál v základní sestavě, Belgie nadělila soupeři debakl 10:1. První gól zaznamenal v následujícím kvalifikačním zápase 24. března 2001 proti domácímu národnímu mužstvu Skotska, v 90. minutě srovnával skóre na konečných 2:2.
Zúčastnil se Mistrovství světa 2002 v Japonsku a Jižní Koreji, kam se Belgie probojovala přes baráž, v níž vyřadila Českou republiku.
V kvalifikaci o EURO 2008 byl také stabilním členem reprezentace, ale Belgie na evropský šampionát nakonec nepostoupila. Odehrál např. domácí utkání 6. září 2008 na Stade Maurice Dufrasne proti Estonsku, které skončilo vítězstvím Belgie 3:2. 5. září 2009 v kvalifikaci na MS 2010 proti domácímu Španělsku byl u prohry 0:5. I v tomto kvalifikačním cyklu byl belgický národní tým neúspěšný, skončil až na čtvrtém místě skupiny 5.
6. února 2013 nastoupil v základní sestavě v Bruggách proti hostujícímu Slovensku, Belgie zvítězila 2:1 gólem Driese Mertense z 90. minuty. 22. března 2013 nastoupil v zápase kvalifikační skupiny A na MS 2014 ve Skopje proti domácí Makedonii, který skončil vítězstvím Belgie 2:0. Trenér Marc Wilmots jej vzal na Mistrovství světa 2014 v Brazílii, kam Belgie suverénně postoupila z prvního místa evropské kvalifikační skupiny A.

### Reprezentační góly
Góly Daniela Van Buytena za A-tým Belgie
| Gól | Datum        | Stadion                                     | Soupeř     | Skóre | Výsledek | Soutěž                   |
| --- | ------------ | ------------------------------------------- | ---------- | ----- | -------- | ------------------------ |
| 010 | 24. 3. 2001  | Hampden Park, Glasgow, Skotsko              | Skotsko    | 2:2   | 2:2      | Kvalifikace na MS 2002   |
| 02  | 30. 3. 2005  | Stadio Olympico, Serravalle, San Marino     | San Marino | 1:2   | 1:2      | Kvalifikace na MS 2006   |
| 03  | 7. 9. 2005   | Olympisch Stadion, Antverpy, Belgie         | San Marino | 8:0   | 8:0      | Kvalifikace na MS 2006   |
| 04  | 6. 9. 2006   | Stadion republiky, Jerevan, Arménie         | Arménie    | 0:1   | 0:1      | Kvalifikace na Euro 2008 |
| 05  | 11. 2. 2009  | Cristal Arena, Genk, Belgie                 | Slovinsko  | 1:0   | 2:0      | Přátelský zápas          |
| 06  | 11. 2. 2009  | Cristal Arena, Genk, Belgie                 | Slovinsko  | 2:0   | 2:0      | Přátelský zápas          |
| 07  | 9. 9. 2009   | Stadion republiky, Jerevan, Arménie         | Arménie    | 2:1   | 2:1      | Kvalifikace na MS 2010   |
| 08  | 7. 9. 2010   | Şükrü Saracoğlu Stadyumu, Istanbul, Turecko | Turecko    | 0:1   | 3:2      | Kvalifikace na Euro 2012 |
| 09  | 7. 9. 2010   | Şükrü Saracoğlu Stadyumu, Istanbul, Turecko | Turecko    | 2:2   | 3:2      | Kvalifikace na Euro 2012 |
| 10  | 11. 11. 2011 | Stade Maurice Dufrasne, Lutych, Belgie      | Rumunsko   | 1:0   | 2:1      | Přátelský zápas          |

## Osobní
Daniel se spolu se dvěma dalšími fotbalisty (Alžířan Djamel Belmadi a Mexičan Matías Vuoso) stal obětí krádeže. Dva zaměstnanci banky Co-operative v anglickém Manchesteru, pokladní Paul Sherwood a jeho nadřízený Paul Hanley jim z účtů ukradli dohromady více než 350 000 £. V lednu 2006 byli oba viníci odsouzeni, Sherwood na 32 měsíců a Hanley na 12 měsíců nepodmíněně.